# Kohei Matsushita
Kohei Matsushita (松下 幸平 Matsushita Kohei?, nacido el 24 de julio de 1985 en Ishikawa) es un exfutbolista japonés. Jugaba de defensa y su último club fue el Atlanta Silverbacks.

## Trayectoria

### Clubes
| Club                | País           | Año         |
| ------------------- | -------------- | ----------- |
| Júbilo Iwata        | Japón          | 2004 - 2006 |
| Ehime FC            | Japón          | 2006 - 2010 |
| Atlanta Silverbacks | Estados Unidos | 2011        |